# Соціалізована мова
Соціалізована мова — штучна мова, яка отримала застосування в спілкуванні людей в рамках суспільства («соціальне застосування в комунікації» за Сергієм Кузнецовим). Міжнародні штучні соціалізовані мови називаються плановими.
До соціалізованих мов можна віднести есперанто, ідо, Інтерлінгва, а останнім часом також і токіпону. Наприкінці XIX століття а як засіб спілкування використовувався (тобто був соціалізований) волапюк.
Більшість лінгвопроектів не знаходить соціальної реалізації і не стає плановими мовами.